# Centralne Więzienia Nikozji

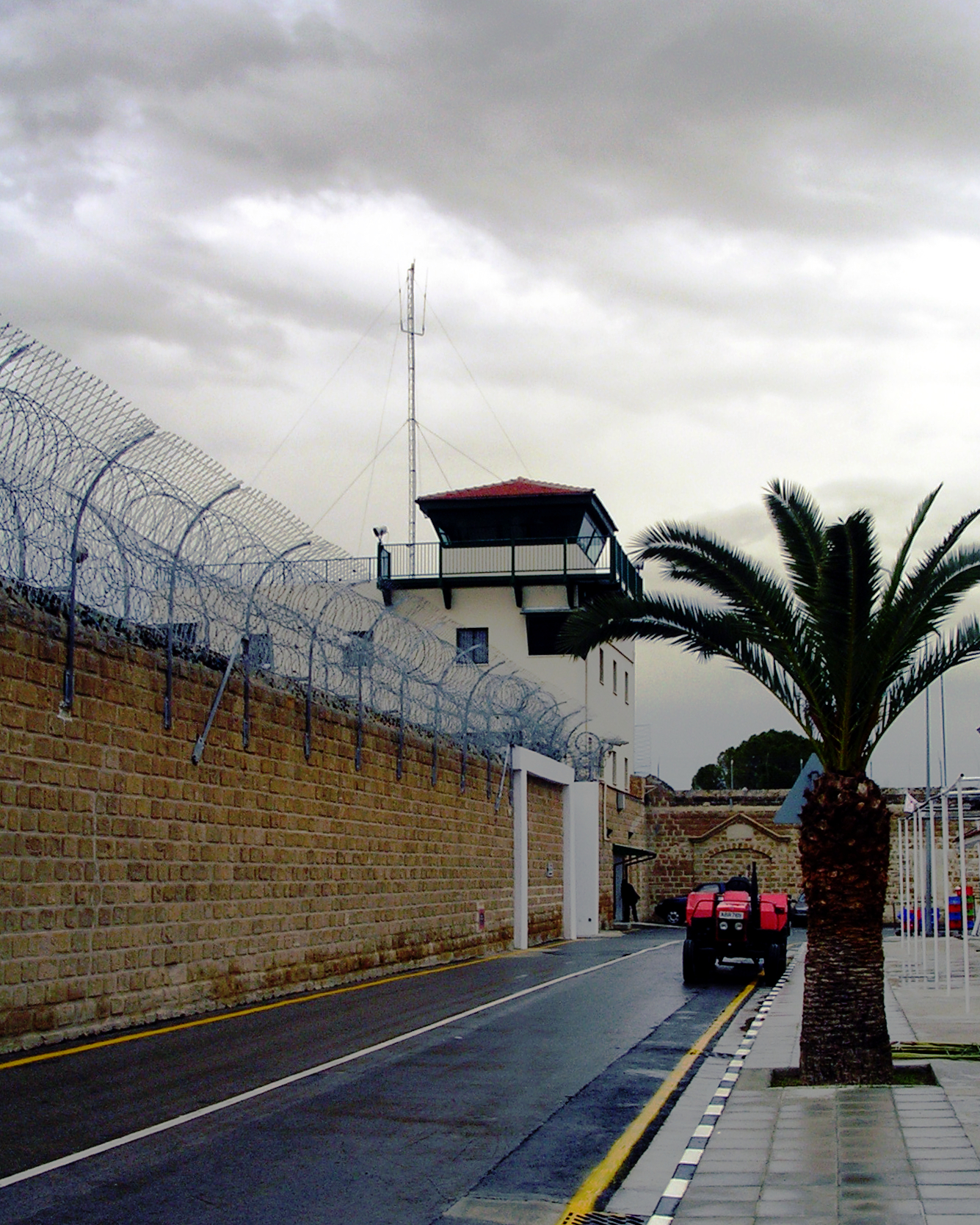
Wieża strażnicza Centralnych Więzień Nikozji

Centralne Więzienia Nikozji (gr. Κεντρικές Φυλακές Λευκωσίας, Kiendrikies Filakies Lefkosijas) – jedyny zakład karny na Cyprze, położony w zachodniej części stolicy tego wyspiarskiego państwa – Nikozji, na południe od Zielonej Linii.

## Historia
Więzienie zostało wybudowane w roku 1894 przez Brytyjczyków i do roku 1955 było miejscem tak odbywania kary przez więźniów, jak i miejscem tymczasowego aresztowania podejrzanych, a także tracenia przez powieszenie więźniów skazanych na karę śmierci. W czasie walk Cypryjczyków o wyzwolenie spod władzy brytyjskiej więziono tu wielu członków Cypryjskiej Organizacji Wyzwolenia Narodowego. Jest ono znane głównie ze znajdujących się w nim Uwięzionych Grobów, w których spoczywa trzynastu członków owej organizacji narodowowyzwoleńczej, z których dziewięciu zostało powieszonych na mocy wyroków sądu, trzech zostało zabitych w czasie walk z brytyjską władzą, a jeden zmarł w szpitalu na skutek odniesionych ran.
Podczas inwazji tureckiej na Cypr w 1974 roku w pobliżu więzienia toczyły się ciężkie walki między żołnierzami Gwardii Narodowej wspieranej przez strażników więziennych, a wojskami tureckimi o to, aby nie dopuścić do zajęcia przez wroga więzienia, w którym znajdowały się groby, jak uważano, bohaterów walki o wolność Cypru. Potyczka zakończyła się zwycięstwem greków cypryjskich.

## Obecnie
Zakład karny jest przeznaczony dla skazanych i nieskazanych więźniów obojga płci w wieku od 16 lat wzwyż. Na jego terenie istnieje także tzw. "otwarte więzienie", w którym przetrzymywane są dobrze sprawujący się więźniowie począwszy od tych skazanych na karę do lat dwóch pozbawienia wolności, które odbyły już co najmniej 3/12 wymiaru kary, na skazanych na karę 12 lat pozbawienia wolności wzwyż, którzy odbyli co najmniej połowę kary skończywszy. W otwartym więzieniu jest zdecydowanie niższy rygor niż w pozostałej części placówki. Ostatnim krokiem przed wyjściem więźnia na wolność jest pobyt centrum mającym na celu przygotowanie więźnia do życia poza murami placówki, czy udzielenie informacji skazanym dotyczących poszukiwania pracy. Odbywa się to w warunkach kontrolowanej wolności.
W więzieniu skazani mogą wykonywać różne zajęcia doszkalające, brać udział w kursach korespondencyjnych lub nawet poza placówką. Do ich dyspozycji jest sala teatralna, boiska do piłki nożnej, siatkowej i koszykowej. Więźniowie stworzyli także własną trupę teatralną dającą występy na zewnątrz i drużynę piłkarską grającą regularnie.